# Чепље (Вранско)
Чепље (словен. Čeplje) је насељено место у општини Вранско, Савињска регија, Словенија.

## Историја
До територијалне реорганизације у Словенији било је у саставу старе општине Жалец.

## Становништво
У попису становништва из 2011. године, Чепље је имало 126 становника.
| Број становника према пописима | Број становника према пописима | Број становника према пописима |
| ------------------------------ | ------------------------------ | ------------------------------ |
| 1991                           | 2002                           | 2011                           |
| 140                            | 134                            | 126                            |